# ورزشگاه تارف مور
 ورزشگاه تارف مور  (به انگلیسی: Turf Moor) ورزشگاهی در شهر برنلی، انگلستان است که ورزشگاه خانگی باشگاه فوتبال برنلی نیز می‌باشد.
این ورزشگاه در سال ۱۸۳۳ میلادی ساخته شده است و ظرفیت آن ۲۲٬۵۴۶ نفر است.